# Иосиф (Бэдеску)
Епи́скоп Ио́сиф (рум. Episcopul Iosif, в миру Траян Бэдеску, рум. Traian Bădescu; 15 мая 1858 — 11 июля 1933) — епископ Румынской православной церкви, епископ Карансебешский.

## Биография
Родился 15 мая 1858 года в городе Шопотул-Веки, комитат Караш-Северин. Получил среднее образщование в Карансебеше, Лугоже и Сегедине. В 1884 году окончил юридический факультет Будапештского университета.
Секретарь (1888—1903), епархиальный асессор (советник), профессор педагогического Богословского института и редактор журнала «Calendarul Românului» в Карансебеше.
В 1890 году был рукоположен в сан диакона в состоянии целибата. В 1889 году окончил докторантуру в Черновицком университете. В том же году рукоположен в сан священника. В 1902 году пострижен в монашество в Монастыре Ходош-Бодрог с именем Иосиф. В 1903 голду был возведён в сан протосинкелла.
12 июля 1909 года избран епископом Карансебешским, но его кандидатура не была утверждена правительством в Будапеште. В 1919 году был возведён в сан архимандрита. Переизбран 8 марта 1920 года. 27 сентября/10 октября 1920 года состоялась его епископская хиротония.
Он руководил деятельностью Богословского института, создал школу церковных певчих, музей и епархиальную библиотеку. Он опубликовал различные другие статьи и выступления в «Foaia diocezană» в Карансебеше и в некоторых других румынских периодических изданиях. Скончался 11 июля 1933 года в Карансебеше.